# Meiningen, Feldkirch
Meiningen là một đô thị thuộc huyện Feldkirch, Vorarlberg, Áo. Đô thị Meiningen, Feldkirch có diện tích 5,37 km², dân số thời điểm năm 2006 là 1891 người.